# 清水 (宮崎市)
清水（しみず）とは、宮崎県宮崎市内の地名。中央西地域自治区に属している。郵便番号は880-0021。2023年現在、清水1丁目-3丁目が設置されており、住居表示実施地域である。

## 地理
宮崎市の中心部、中央西地域自治区に属す。高千穂通りに沿って東から西にかけて順に1丁目、2丁目、3丁目が設置されている。商業地、ビジネス街となっているほか、路地に入ると住宅が立ち並ぶ。
北を原町 ・西池町・中津瀬町、東を橘通西4・5丁目、南を中央通・千草町・北高松町・大工1丁目、西を大橋1丁目と接する。

## 世帯数と人口
2023年（令和5年）8月1日現在の世帯数と人口は以下の通りである。
| 町丁      | 世帯数  | 人口  |
| --------- | ------- | ----- |
| 清水1丁目 | 494世帯 | 761人 |
| 清水2丁目 | 413世帯 | 711人 |
| 清水3丁目 | 420世帯 | 666人 |

## 小・中学校の学区
市立小・中学校に通う場合、学区は以下の通りとなる。
| 町名 | 小学校             | 中学校               |
| ---- | ------------------ | -------------------- |
| 清水 | 宮崎市立西池小学校 | 宮崎市立宮崎西中学校 |

## 交通

### バス
宮交グループの運営するバスが営業している。

### 道路
- 国道10号

## 施設
- 九州電力送配電清水変電所